# Moreelov triptih
Moreelov triptih (ali Oltar svetega Krištofa) je ime table iz leta 1484, ki jo je naslikal  staronizozemski slikar Hans Memling (um. 1494). Naročil jo je ugledni brugggeški politik, trgovec in bankir Willem Moreel (umrl 1501) in njegova žena Barbara van Vlaenderberch, rojena van Hertsvelde (umrla 1499). Namenjena je bila njunemu epitafu pri kapeli cerkve sv. Jakoba v Bruggeu, prizidku, ki so ga plačali za pogrebno cerkev Moreelove družine, kjer sta zakonca nameravala biti pokopana v podzemni grobnici pred oltarjem.
Na notranji srednji tabli oltarne table triptiha je prikazan sveti Krištof, ki drži otroka Jezusa, na levi je sveti Mavr, na desni pa sv. Giles. Willem Moreel kleči v molitvi in časti svetnike na levi tabli s svojimi petimi sinovi. Barbara kleči z enajstimi hčerkami na desni tabli. Zunanje table so verjetno dodatek iz zgodnjega 16. stoletja, dokončane po smrti donatorjev in umetnikov.
Triptih je bil postavljen na oltar cerkve sv. Jakoba leta 1484. Nahaja se v izvirnih okvirih, na katerih so na spodnjih robovih napisane besede anno Domini 1484 ali različica, ki vsebuje leto. Oltarna slika je močno povezana z benediktinskim redom; trije liki so benediktinski menihi ali svetniki. Posvečena je svetemu Mavru in sv. Gilesu, slednjemu benediktinskemu puščavniku. Danes je delo v Groeningovem muzeju v Bruggeu.

## Naročilo
Znano je, da je družina Willema Moreela živela v Bruggeu od 13. stoletja. Willem je po očetu podedoval zemljo in naslov gospodar Oostcleyhema. V svoji karieri je bil dvakrat imenovan za starešino mesta in župana, pa tudi za sodnega izvršitelja in kasneje za zakladnika. Na davčnem seznamu iz leta 1490 je bil imenovan za enega od štiridesetih bogatašev v mestu. Par je imel osemnajst otrok. Memling je par že leta 1482 upodobil z dvema portretoma, ki sta zdaj v Kraljevih muzejih lepih umetnosti v Belgiji.
Cerkev svetega Jakoba je bila pokopališče njegove družine in je bila ustanovljena v 12. stoletju. V poznem 15. stoletju je bila večja prenova, ki jo je Willem Moreel delno financiral skupaj s člani uglednih družin Portinari, Gros in Moor. Par je nameraval biti pokopan v kapeli, ki sta jo plačala in jo posvetila svetnikom Gilesu in Mauru, pred oltarjem pa je ostalo prostora za pokop dveh oseb. V isti namen sta od Memlinga, takrat zelo uglednega, prestižnega in iskanega slikarja, naročila triptih, ki bi ga postavili na oltar kapele. V kapelo sta bila pokopana šele leta 1504, na prošnjo njunega sina Janeza. Barbara je umrla leta 1499, sledil ji je leta 1501.
Moreelovi sprva niso dobili željenega grobišča. Njihov položaj in politična varnost so ovirali boji po smrti Karla Drznega leta 1477 in Marije Burgundske leta 1482 ter boja z Maksimilijanom Avstrijskim. Willem je bil ugledni nasprotnik Maksimilijana in je bil oktobra 1481 zaprt za šest mesecev. Oba sta bila ob svoji smrti pokopana na zunanjih cerkvenih tleh. Na predvidena počivališča pred oltarjem kapele so ju preselili šele leta 1504.

## Notranjost
Notranje table delijo neprekinjeno oblačno obzorje in široko pokrajino , ki vsebuje dve mestni pokrajini, počitniške hiše in travnik z različnimi drevesi, živalmi in gozdnimi jagodami, marjeticami, narcisami in drugimi prepoznavnimi cvetovi in rastlinami. Poleg občutka harmonije sta obe krilni tabli enako sestavljeni, razen števila otrok. Prikazano je šestnajst od osemnajstih otrok para. Nekatere slike pa so poznejši dodatki, naslikani na prve plasti olja in pigmenta.
Figure je sredi 19. stoletja identificiral James H. Weale z obraznimi značilnostmi in ohranjenimi uveljavljenimi portreti, skozi skupnost krščanskih imen od priimkov do nekaterih svetnikov, mestne zapise in pregled nagrobnih spomenikov pokopališča pri sv. Jakobu.
Notranje table so v razmeroma dobrem stanju za oljne slike iz konca 15. stoletja, vendar so utrpele nekaj škode in izgube barve ter so bile zaradi nepreudarnih restavracij in popravkov oslabljene.

### Srednja tabla
Osrednja figura je sveti Krištof, zavetnik popotnikov, ki praznuje, 25. julija, deli s svetim Jakobom, po katerem je imenovana cerkev. Prikazan je, kako stoji v vodi, ko prečka reko ali pritok, na svojih ramenih pa ima otroka Jezusa. Predstavljeni so njegovi atributi, vključno z veliko palico, simbolom Kristusove čudežne navzočnosti, namenjen pa je zaščiti pred nenadno smrtjo. Krištof je oblečen v modri plašč, prekrit z dolgim rdečim ogrinjalom, prepognjenim čez desno ramo. Zelo je podoben upodobitvam v Gentskem oltarju Jana van Eycka in zdaj izgubljenem Svetem Krištofu, na katerega je Memling močno vplival. 
Na levi je sveti Mavr, ki drži rogljiček in gleda odprto knjigo. Sv. Giles stoji na desni, stoji s svojimi atributi, puščico in srno. Oba sta oblečena v dolge črne halje in imata knjige.

### Leva tabla
Levo notranje krilo prikazuje Willema Moreela, ki pred odprtim molitvenikom kleči, roke stisnjene v molitvi. Njegovi lasje so kratko pristriženi, nosi obleko s črno podlogo in črni dublet, zelo modna obleka v 1480-ih. Za njim je njegovih pet fantov, prikazanih tudi klečečih. Od sinov je znano, da sta dva umrla v otroštvu. Willem je bil najstarejši, medtem ko naj bi Jan in Jaris zunanjo tablo naročila po smrti staršev.
Moreelove predstavlja sveti Wilhemus van Maleval, [10] ki stoji med njimi, oblečen v črn plašč, in v vojaška oblačila. Roko položi na ramo Willemu, ko ga vodi in predstavi Krištofu na srednji tabli.

### Desna tabla
Desno notranje krilo predstavlja Barbaro Moreel z enajstimi od trinajstih hčera, ki prav tako vse skupaj molijo pred odprto knjigo. Barbara nosi okrnjeno kano, damastno svileno obleko z belim ovratnikom in širok rdeč pas z zlato zaponko. Predstavlja jih sveta Barbara, zavetnica donatorjeve žene , ki je prikazana, kako stoji pred stolpom, kjer je bila po legendi zaprta, ki ga z inovativno uporabo perspektive zdi, da drži v roki.
Ena od hčera, Katarina, je leta 1480 pozirala za Memlingovo Sibylo Sambeto. Znano je, da je najstarejša hči, prikazana neposredno za Barbaro in tudi v črni obleki, postala dominikanska redovnica. Deklica v svetlo rjavih oblačilih, črnem v-izrezu in prozorni tančici je bila prepoznana kot Maria iz njenega imena, zapisanega v naglavnem traku, njune drugorojene hčerke, glede na njen linearni položaj na sliki. Genealoške raziskave ugotavljajo, da ima par dve hčerki z imenom Marie; vendar se domneva, da je ena umrla v otroštvu, druga pa je dobila ime po njej. Prizadevanja za imenovanje drugih hčera so bila neuspešna.
Vseh hčera Memling ni naslikal; pregled umetnostnega zgodovinarja Dirka De Vosa identificira vsaj šest poznejših dodatkov, ki so nanizani na prvotno pokrajino. Nekatere od teh dodatkov lahko razložijo hčere, rojene po datumu dokončanja leta 1484, verjetno pa so jih dodali člani Memlingove delavnice. Podobno je bila posodobljena tudi leva tabla s sinovi.

## Zunanjost
Zunanji del kril vsebuje grizajske upodobitve Janeza Krstnika z jagnjetom in palico (levo krilo) in sv. Jurija v polnem oklepu, ki s sulico ubija zmaja (desno krilo). Tabli sta bili morda končani po smrti Willema in Barbare, številni umetnostni zgodovinarji pa so jih leta 1504 datirali po vsej verjetnosti po naročilu dveh njihovih sinov, Jana in Jarisa, kot zadnje, uspešno, prizadevanje, da bi bili njuni starši pokopani v prostoru kapele.